# Nikolaus Ludwig von Zinzendorf
Nikolaus Ludwig von Zinzendorf und Pottendorf, en français Nicolas Louis, comte de Zinzendorf (26 mai 1700–9 mai 1760), est une figure majeure du protestantisme allemand du XVIIIe siècle : pasteur luthérien, évêque de l’Église des Frères Moraves et supérieur (Ordinarius) des communautés de Frères de l’Unité (Unitas fratrum).

## Biographie

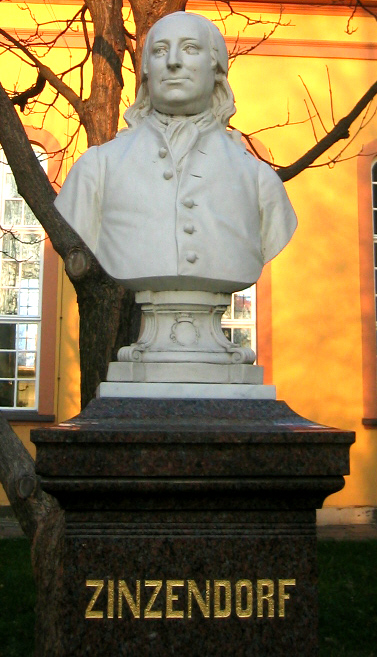
Le Monument de Nikolaus Ludwig von Zinzendorf

Né à Dresde, il était le fils d'un chambellan d'Auguste II, électeur de Saxe et roi de Pologne qui mourut alors qu'il était encore jeune. Zinzendorf fut ensuite fortement marqué par sa grand-mère Henriette Catharine von Gersdorff et par son ami de celle-ci Philipp Jakob Spener, prédicateur très renommé du piétisme allemand. De 1710 à 1715, il est écolier au lycée Franconien de Halle, lieu très marqué également par le piétisme.
Durant les années 1719-1720, il fait un voyage d'étude en France et aux Pays-Bas : il se lie alors d'amitié avec des personnes d'autres confessions et commence alors à penser à des possibilités d'union entre les Églises.
Parmi les personnalités catholiques, Zinzendorf était en étroite relation avec le cardinal de Noailles, à qui il avait souhaité dédicacer la version française des Quatre Livres du Vrai Christianisme (Johann Arndt), dont il confia la traduction à Samuel de Beauval.
Il fonde en août 1722 la communauté d'Herrnhut et s'attache dès lors à l'annonce de l’Évangile et au dialogue entre les différentes Églises chrétiennes en menant de très nombreuses missions et voyages. Les hernhutistes fondèrent plusieurs communautés en Allemagne, en Angleterre, en Amérique, etc. Ils envoyèrent des missionnaires au Groenland et aux Indes occidentales.
En 1736, il est présenté à la princesse douairière d'Orange, Marie Louise de Hesse-Cassel et entretient avec elle une correspondance assidue.
Il fut consacré évêque des frères Moraves à Berlin le 20 mai 1737.
A son décès en 1760, August Gottlieb Spangenberg (1704-1792), théologien allemand piétiste, évêque des Frères moraves, lui succède et développe l'impact de la communauté morave dans le monde.